# Rui Pimentel (Arco)
Rui Pimentel Ferreira, ou ArCo (Porto, 14 de dezembro de 1924 — Porto, 5 de Junho de 2005) foi um arquiteto e pintor português.

## Biografia / Obra

Sem título (não datado), óleo sobre tela, 95,5 x 82 cm

Em 1942 inscreveu-se no curso de Arquitetura da Escola de Belas Artes do Porto. Desde 1944 participou, sob o pseudónimo Arco (abreviação de Artista Comunista), em diversas exposições coletivas, nomeadamente nas do grupo dos Independentes, dinamizadas por Fernando Lanhas. Temática e estilisticamente a sua obra integrava-se na tendência neorrealista, politicamente conotada com a oposição ao regime de Salazar, que se afirmaria em Portugal ao longo das décadas de 1940 e 1950. Participou nas Exposições Gerais de Artes Plásticas (SNBA, Lisboa), que deram grande visibilidade a esse movimento; uma das suas pinturas foi apreendida pela PIDE na exposição de 1947.
Inicia a atividade como arquiteto profissional em 1946, tendo colaborado nos ateliês de Fernando Tudela e Fernando Barbosa e, depois, no de Arménio Losa (1948). A partir de 1953 abandona a pintura para se dedicar em exclusivo à arquitetura.
Participou no curso de Verão dos C.I.A.M., em Veneza (1952); durante o ano letivo de 1952-1953, representou a ESBAP num certame internacional de escolas de arquitetura (São Paulo, Brasil). Foi docente na ESBAP (1962-64). Integrou a equipa responsável pelo estudo da zona 1 no Inquérito à Arquitectura Popular em Portugal. Até 1964 projetou, sozinho ou em associação com outros arquitetos, unidades residenciais (nomeadamente em Olivais, Lisboa, com Duarte Castel-Branco), moradias e estabelecimentos comerciais (Porto). Participou com Fernando Távora no Plano Regulador do Porto de Leixões.
Ainda em 1964 foi convidado pela Câmara Municipal de Lourenço Marques (atual Maputo) para ajudar a formar o Gabinete de Urbanização, onde trabalhou até 1965. Em 1971 montou um ateliê onde desenvolveu vários projectos (em atividade até 1974); dirigiu uma fábrica de móveis na capital moçambicana (SIESTA). De regresso a Portugal, já depois da independência de Moçambique, realizou projectos de diversa ordem: habitação (casa em Santarém; 500 fogos na Maia); remodelação da Câmara Municipal de Guimarães; instalações de agências bancárias e laboratórios.
Em 2003 foi nomeado Membro Honorário da Ordem dos Arquitetos.